# Lucius Atilius (Volkstribun 311 v. Chr.)
Lucius Atilius war ein dem plebejischen Geschlecht der Atilier entstammender römischer Politiker des 4. Jahrhunderts v. Chr.
311 v. Chr. amtierte Atilius als Volkstribun. Er brachte zusammen mit seinem Kollegen Gaius Marcius Rutilus Censorinus den Antrag ein, dass fortan jährlich 16 von den insgesamt 24 Kriegstribunen der vier damals jährlich ausgehobenen Legionen vom Volk erwählt werden sollten. Der Antrag wurde als Gesetz (Lex Atilia Marcia) angenommen. Dies bedeutete eine beträchtliche Erhöhung der Mitsprache der Plebs bei der Bestellung dieser Tribunen, denn sie hatte bis dahin seit dem Jahr 362 v. Chr. nur sechs von ihnen wählen dürfen, während die restlichen 18 von Konsuln oder Diktatoren bestimmt worden waren.